# Municipio de Dogwood
El municipio de Dogwood (en inglés: Dogwood Township) es un municipio ubicado en el condado de White en el estado estadounidense de Arkansas. En el año 2010 tenía una población de 502 habitantes y una densidad poblacional de 4,11 personas por km².

## Geografía
El municipio de Dogwood se encuentra ubicado en las coordenadas 35°5′58″N 91°36′19″O / 35.09944, -91.60528. Según la Oficina del Censo de los Estados Unidos, el municipio tiene una superficie total de 122.1 km², de la cual 121,56 km² corresponden a tierra firme y (0,44 %) 0,54 km² es agua.

## Demografía
Según el censo de 2010, había 502 personas residiendo en el municipio de Dogwood. La densidad de población era de 4,11 hab./km². De los 502 habitantes, el municipio de Dogwood estaba compuesto por el 97,21 % blancos, el 1,39 % eran afroamericanos, el 0,4 % eran amerindios, el 0,2 % eran de otras razas y el 0,8 % eran de una mezcla de razas. Del total de la población el 1,39 % eran hispanos o latinos de cualquier raza.